# Maximilian Friedrich von Nagel
Maximilian Friedrich Anton von Nagel (* 7. September 1766; † 6. Mai 1794) war Domherr in Münster.

## Leben
Maximilian Friedrich Anton von Nagel wurde als Sohn des Adrian Wilhelm von Nagel und dessen Gemahlin Johanna Philippina Sophia Friderica von Calenberg zu Westheim und Niederhaus geboren. Im Jahre 1782 erhielt er von Kaspar Maximilian von Korff in seiner Eigenschaft als Turnar eine münstersche Dompräbende. Maximilian Friedrich litt an einer unheilbaren Lungenkrankheit. Sein Vater bemühte sich, ihn deswegen zu einem Verzicht zugunsten seines jüngeren Bruders Edmund Ludwig zu bewegen. Es kam zu einem Zwist zwischen Vater und Sohn. Am 6. Dezember 1791 verzichtete Maximilian auf die Erbfolge. Die Präbende blieb nicht in der Familie, sondern fiel an den Kurfürsten zurück.